# Uroš Nikolić
Uroš Nikolić (cyr. Урош Николић, ur. 25 kwietnia 1987 w Kragujevacu) – serbski koszykarz, występujący na pozycjach skrzydłowego oraz środkowego, obecnie zawodnik Belfius Mons-Hainaut.
4 stycznia 2015 roku został zawodnikiem zespołu King Wilki Morskie Szczecin. 19 listopada 2016 roku podpisał drugi w karierze kontrakt z PGE Turowem Zgorzelec.

## Osiągnięcia
Drużynowe
- Mistrz:
  - Ligi Adriatyckiej (2005)[3]
  - Polski (2014)[3]
  - Słowenii (2010)[3]
  - Macedonii (2013)
- Wicemistrz Serbii (2012)
- Zdobywca:
  - Pucharu Macedonii (2013)
  - Superpucharu Polski (2014)[3]
- Finalista Pucharu Serbii (2006, 2012)

Reprezentacja
- Mistrz Europy U–20 (2007)[3]